# Вулф-Трап (Вірджинія)
Вулф-Трап (англ. Wolf Trap) — переписна місцевість (CDP) в США, в окрузі Ферфакс штату Вірджинія. Населення — 16 496 осіб (2020).

## Географія
Вулф-Трап розташований за координатами 38°56′14″ пн. ш. 77°16′58″ зх. д. / 38.93722° пн. ш. 77.28278° зх. д. (38.937348, -77.282859).  За даними Бюро перепису населення США в 2010 році переписна місцевість мала площу 25,52 км², з яких 25,38 км² — суходіл та 0,14 км² — водойми.

## Демографія
Згідно з переписом 2010 року, у переписній місцевості мешкала 16 131 особа в 5250 домогосподарствах у складі 4739 родин. Густота населення становила 632 особи/км².  Було 5361 помешкання (210/км²).
Расовий склад населення:
| - 82,0 % — білих - 12,7 % — азіатів - 1,6 % — чорних або афроамериканців - 0,2 % — корінних американців |

До двох чи більше рас належало 3,0 %. Частка іспаномовних становила 4,1 % від усіх жителів.
За віковим діапазоном населення розподілялося таким чином: 28,8 % — особи молодші 18 років, 57,0 % — особи у віці 18—64 років, 14,2 % — особи у віці 65 років та старші. Медіана віку мешканця становила 44,6 року. На 100 осіб жіночої статі у переписній місцевості припадало 97,9 чоловіків;  на 100 жінок у віці від 18 років та старших — 94,9 чоловіків також старших 18 років.
Середній дохід на одне домашнє господарство  становив 249 969 доларів США (медіана — 208 546), а середній дохід на одну сім'ю — 261 235 доларів (медіана — 213 594). Медіана доходів становила 151 190 доларів для чоловіків та 100 211 долар для жінок. За межею бідності перебувало 1,6 % осіб, у тому числі 1,9 % дітей у віці до 18 років та 2,4 % осіб у віці 65 років та старших.
Цивільне працевлаштоване населення становило 8048 осіб. Основні галузі зайнятості: науковці, спеціалісти, менеджери — 35,5 %, освіта, охорона здоров'я та соціальна допомога — 16,7 %, публічна адміністрація — 10,8 %, фінанси, страхування та нерухомість — 10,3 %.